# Saint-Pardoux-l’Ortigier
Saint-Pardoux-l’Ortigier – miejscowość i gmina we Francji, w regionie Nowa Akwitania, w departamencie Corrèze.
Według danych na rok 1990 gminę zamieszkiwały 422 osoby, a gęstość zaludnienia wynosiła 33 osoby/km² (wśród 747 gmin Limousin Saint-Pardoux-l’Ortigier plasuje się na 288. miejscu pod względem liczby ludności, natomiast pod względem powierzchni na miejscu 500.).